# Seemühle (Burglauer)
Seemühle war der Name eines Wohnplatzes mit Wassermühle in der Gemeinde Burglauer. Er wurde erstmals 1865 beschrieben als Kornmühle am Reichenbach links der Lauer.

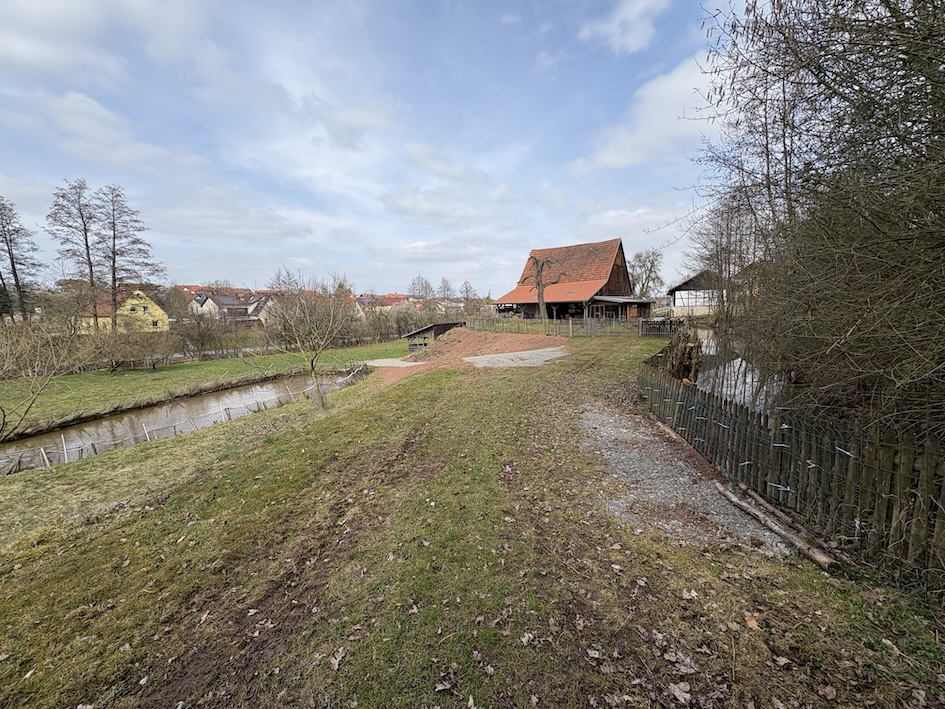
Lage der Seemühle in Burglauer heute

Der Historiker Reininger schrieb: „Nördlich am Fuße der Veste bestanden drei Seen, zwei kleine und ein größerer, welche der nahen Mühle den Namen „Seemühle“ gegeben haben.“ Kartiert wurde sie in der Uraufnahme zwischen 1808 und 1864. Dort dargestellt sind für die damalige Hausnummer 101 als Gebäude das Mühlengebäude mit Wirtschafts- und Wohnteil und weitere Nebengebäude. Dazugehörig die Fläche zwischen dem Reichenbach und dem Werkskanal als Grünland und auch einige Ackerflächen. Die Seemühle gehörte ursprünglich vermutlich zu dem adeligen Anwesen der historischen Burg Lure.
Im 19. Jahrhundert wurde die Seemühle, ebenso wie der heute noch bestehende Ortsteil Höhbergsmühle, als Mühle zu den Ortschaften der Gemeinde Burglauer gezählt.